# Caio Licínio Varo
Caio Licínio Varo (em latim: Caius Licinius Varus) foi um político da gente Licínia da República Romana eleito cônsul em 236 a.C. com Públio Cornélio Lêntulo Caudino.

## Consulado (236 a.C.)
Foi eleito cônsul em 236 a.C. com Públio Cornélio Lêntulo Caudino. Os dois receberam ordens de levar o exército até a Planície Padana para enfrentar a tribo gaulesa dos ligúrios, que haviam atravessado os Alpes. Quando chegaram, o Senado ordenou que Varo seguisse para a província da Córsega para lidar com uma revolta. O cônsul decidiu enviar imediatamente o seu próprio legado militar, Marco Cláudio Glícia, para dar início às primeiras operações militares com o objetivo de seguir logo depois. Glícia, por iniciativa própria e sem consultar antes nem o cônsul e nem o Senado, firmou uma paz com os corsos; Varo, ao chegar, não reconheceu o tratado e lutou contra eles até que se rendessem incondicionalmente. Glícia foi entregue ao inimigo como único responsável pelo tratado e, diante da negativa deles em castigá-lo, foi levado a Roma e condenado à morte.

## Anos posteriores
Muito provavelmente, este é o mesmo "Caio Licínio" que, em 218 a.C., foi enviado a Cartago com outros quatro embaixadores, todos já idosos, na última tratativa pacífica entre Roma e Cartago para evitar a Segunda Guerra Púnica depois do cerco de Sagunto.